# Sự nghiệp điện ảnh của Angelina Jolie

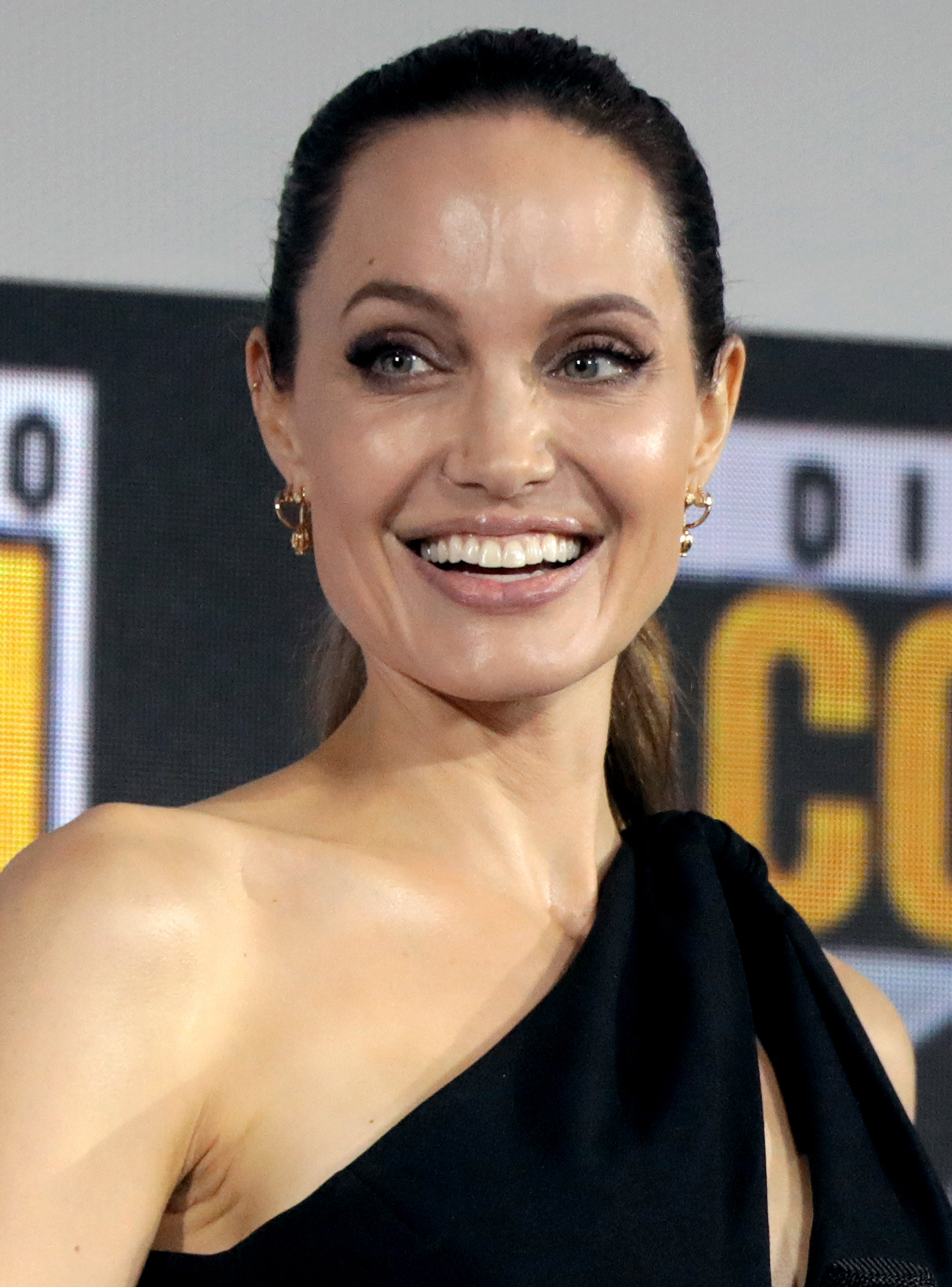
Jolie tại San Diego Comic-Con 2019

Angelina Jolie là nữ diễn viên và nhà làm phim người Mỹ. Khi còn nhỏ, cô tham gia bộ phim đầu tiên cùng người cha Jon Voight trong Lookin' to Get Out (1982). 11 năm sau, cô bắt đầu sự nghiệp diễn xuất với bộ phim kinh phí thấp Cyborg 2. Cô hóa thân thành một tay hacker trẻ tuổi trong phim khoa học viễn tưởng Hackers (1995), được yêu mến đông đảo sau khi phát hành trên video dù thất bại tại các phòng chiếu. Triển vọng nghề nghiệp của Jolie bắt đầu cải thiện với vai diễn trong phim truyền hình George Wallace (1997), giúp cô giành giải Quả cầu vàng cho "Nữ diễn viên phụ phim truyền hình xuất sắc nhất". Cô bứt phá trong bộ phim truyền hình Gia (1998) của HBO, vào vai nữ người mẫu thời trang Gia Carangi và thắng giải Quả cầu vàng cho "Nữ diễn viên phim truyền hình xuất sắc nhất".
Vai diễn đầu tiên của Jolie năm 1999 nằm trong Pushing Tin, gặp thất bại cả về chuyên môn lẫn doanh thu; dù vậy, bộ phim kế tiếp của cô, The Bone Collector gặt hái thành công thương mại. Trong phim chính kịch Girl, Interrupted, Jolie vào vai một bệnh nhân rối loạn nhân cách chống xã hội, giúp cô giành giải Quả cầu vàng và giải Oscar cho "Nữ diễn viên phụ xuất sắc nhất". Vai diễn cùng Nicolas Cage trong Gone in 60 Seconds (2000) trở thành bộ phim ăn khách nhất của cô lúc bấy giờ. Jolie nổi tiếng trên toàn cầu với vai chính cùng tên trong Lara Croft: Tomb Raider (2001), một bộ phim hành động dựa trên loạt trò chơi điện tử Tomb Raider. Dù gặp nhiều đánh giá tiêu cực, bộ phim này từng có doanh thu mở đầu xuất sắc nhất của một bộ phim về nữ anh hùng. Sau đó, cô xuất hiện trong hai bộ phim thất bại tại phòng vé—phim ly kỳ tình ái Original Sin (2001) và phim hài lãng mạn Life or Something Like It (2002). Jolie trở lại vai Lara Croft trong phim tiếp nối Lara Croft Tomb Raider: The Cradle of Life (2003).
Năm 2004, Jolie lồng tiếng trong phim hoạt hình Shark Tale và hóa thân thành một sát thủ trong phim hài hành động thành công Mr. & Mrs. Smith (2005), bên cạnh Brad Pitt. Sau đó, cô đóng vai Mariane Pearl trong phim chính kịch A Mighty Heart (2007) và lồng tiếng trong bộ phim hoạt hình máy tính Kung Fu Panda (2008). Bộ phim hành động ly kỳ Wanted (2008), nơi cô đóng vai phụ, trở thành một thành công thương mại. Vai diễn Christine Collins trong phim chính kịch Changeling (2008) giúp cô giành một đề cử giải Oscar cho "Nữ diễn viên chính xuất sắc nhất". Cô lộ diện trong hai bộ phim ly kỳ đạt doanh thu cao trong năm 2010—Salt và The Tourist. Năm 2011, cô đạo diễn bộ phim hài lãng mạn In the Land of Blood and Honey, kể về một câu chuyện tình trong bối cảnh Chiến tranh Serbia và tham gia trong phim hoạt hình tiếp nối Kung Fu Panda 2. Tác phẩm thành công nhất của Jolie tại phòng vé, tính đến năm 2014, là phim giả tưởng Maleficent (2014), thu về 758 triệu đô-la Mỹ trên toàn cầu. Cùng năm đó, cô đảm nhiệm vai trò đạo diễn lần lượt trong các tác phẩm chính kịch chiến tranh Unbroken (2014) và First They Killed My Father (2017).

## Điện ảnh

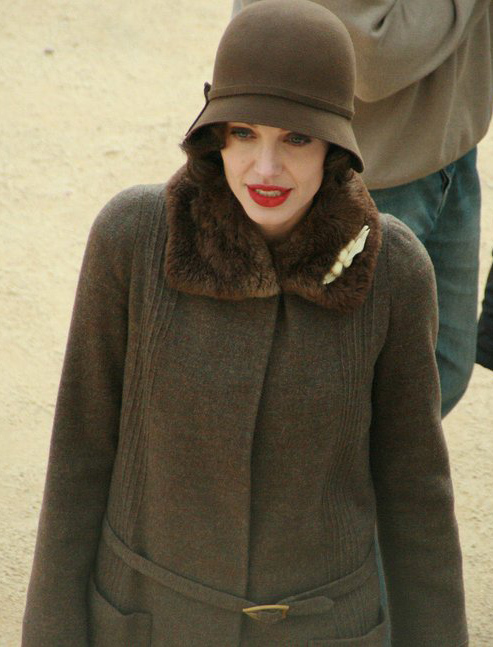
Jolie trong cảnh phim Changeling vào tháng 10 năm 2008

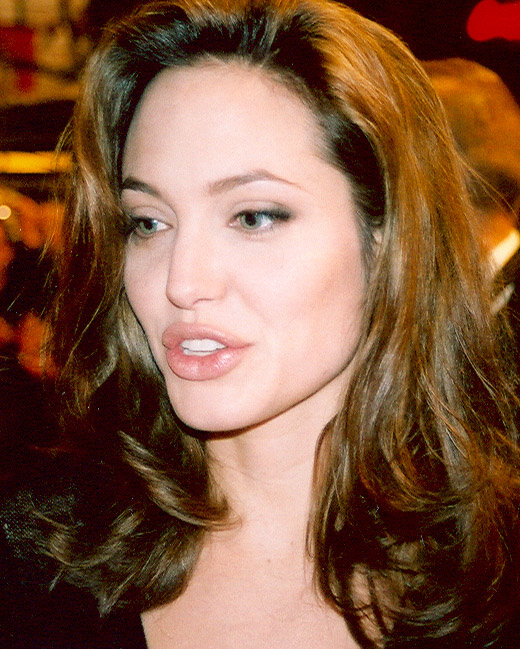
Jolie tại buổi công chiếu Alexander tại Cologne vào tháng 12 năm 2004

### Nhà làm phim
| Năm  | Phim                           | Vai trò  | Vai trò      | Vai trò   | Ghi chú       | Ref.   |
| Năm  | Phim                           | Đạo diễn | Nhà sản xuất | Biên kịch | Ghi chú       | Ref.   |
| ---- | ------------------------------ | -------- | ------------ | --------- | ------------- | ------ |
| 2005 | Trudell                        | Không    | Executive    | Không     | Phim tài liệu | [ 29 ] |
| 2007 | A Place in Time                | Có       | Không        | Không     | Phim tài liệu |        |
| 2011 | In the Land of Blood and Honey | Có       | Có           | Có        |               |        |
| 2014 | Difret                         | Không    | Executive    | Không     |               | [ 30 ] |
| 2014 | Không khuất phục               | Có       | Có           | Không     |               |        |
| 2015 | Bên bờ biển                    | Có       | Có           | Có        |               |        |
| 2017 | Đầu tiên họ giết cha tôi       | Có       | Có           | Có        |               |        |
| 2017 | The Breadwinner                | Không    | Executive    | Không     |               | [ 31 ] |
| 2019 | Serendipity                    | Không    | Executive    | Không     | Phim tài liệu |        |
| 2019 | Tiên hắc ám 2                  | Không    | Có           | Không     |               |        |
| 2020 | The One and Only Ivan          | Không    | Có           | Không     |               |        |

### Diễn viên
| dagger | Phim chưa phát hành |
| ‡      | Phim tài liệu       |

| Tên phim                                   | Năm  | Vai                              | Ghi chú                                                                      | C.t.   |
| ------------------------------------------ | ---- | -------------------------------- | ---------------------------------------------------------------------------- | ------ |
| Lookin' to Get Out                         | 1982 | Tosh                             | Ghi nhận bằng tên Angelina Jolie Voight                                      | [ 32 ] |
| Cyborg 2                                   | 1993 | Casella "Cash" Reese             |                                                                              | [ 33 ] |
| Angela & Viril                             | 1993 | Angela                           | Phim ngắn                                                                    | [ 34 ] |
| Alice & Viril                              | 1993 | Alice                            | Phim ngắn                                                                    | [ 34 ] |
| Hackers                                    | 1995 | Kate "Acid Burn" Libby           |                                                                              | [ 35 ] |
| Without Evidence                           | 1996 | Jodie Swearingen                 |                                                                              | [ 36 ] |
| Love Is All There Is                       | 1996 | Gina Malacici                    |                                                                              | [ 37 ] |
| Mojave Moon                                | 1996 | Ellie                            |                                                                              | [ 38 ] |
| Foxfire                                    | 1996 | Legs Sadovsky                    |                                                                              | [ 39 ] |
| Playing God                                | 1997 | Claire                           |                                                                              | [ 40 ] |
| Hell's Kitchen                             | 1998 | Gloria McNeary                   |                                                                              | [ 41 ] |
| Playing by Heart                           | 1998 | Joan                             |                                                                              | [ 42 ] |
| Pushing Tin                                | 1999 | Mary Bell                        |                                                                              | [ 43 ] |
| The Bone Collector                         | 1999 | Amelia Donaghy                   |                                                                              | [ 44 ] |
| Girl, Interrupted                          | 1999 | Lisa                             |                                                                              | [ 45 ] |
| Gone in 60 Seconds                         | 2000 | Sara "Sway" Wayland              |                                                                              | [ 46 ] |
| Lara Croft: Tomb Raider                    | 2001 | Lara Croft                       |                                                                              | [ 47 ] |
| Original Sin                               | 2001 | Julia Russell                    |                                                                              | [ 48 ] |
| Life, or Something Like It                 | 2002 | Lanie Kerrigan                   |                                                                              | [ 49 ] |
| Lara Croft Tomb Raider: The Cradle of Life | 2003 | Lara Croft                       |                                                                              | [ 50 ] |
| Beyond Borders                             | 2003 | Sarah Jordan                     |                                                                              | [ 51 ] |
| Taking Lives                               | 2004 | Illeana Scott                    |                                                                              | [ 52 ] |
| Shark Tale                                 | 2004 | Lola (lồng tiếng)                |                                                                              | [ 53 ] |
| Sky Captain and the World of Tomorrow      | 2004 | Franky Cook                      |                                                                              | [ 54 ] |
| The Fever                                  | 2004 | Revolutionary                    | Diễn viên khách mời                                                          | [ 55 ] |
| Alexander                                  | 2004 | Olympias                         |                                                                              | [ 56 ] |
| Trudell                                    | 2005 | —                                | Giám đốc sản xuất                                                            | [ 57 ] |
| Confessions of an Action Star              | 2005 | —                                | Diễn viên khách mời                                                          | [ 58 ] |
| Mr. & Mrs. Smith                           | 2005 | Jane Smith                       |                                                                              | [ 59 ] |
| The Good Shepherd                          | 2006 | Margaret "Clover" Russell Wilson |                                                                              | [ 60 ] |
| A Place in Time ‡                          | 2007 | —                                | Nhà sản xuất                                                                 | [ 61 ] |
| A Mighty Heart                             | 2007 | Mariane Pearl                    |                                                                              | [ 62 ] |
| Beowulf                                    | 2007 | Mẹ của Grendel                   |                                                                              | [ 63 ] |
| Kung Fu Panda                              | 2008 | Master Tigress (lồng tiếng)      |                                                                              | [ 64 ] |
| Wanted                                     | 2008 | Fox                              |                                                                              | [ 65 ] |
| Changeling                                 | 2008 | Christine Collins                |                                                                              | [ 66 ] |
| Salt                                       | 2010 | Evelyn Salt                      |                                                                              | [ 67 ] |
| The Tourist                                | 2010 | Elise Clifton-Ward               |                                                                              | [ 68 ] |
| Kung Fu Panda 2                            | 2011 | Master Tigress (lồng tiếng)      |                                                                              | [ 69 ] |
| Kung Fu Panda: Secrets of the Masters      | 2011 | Master Tigress (lồng tiếng)      |                                                                              | [ 70 ] |
| In the Land of Blood and Honey             | 2011 | —                                | Biên kịch và sản xuất                                                        | [ 71 ] |
| Difret                                     | 2014 | —                                | Giám đốc sản xuất                                                            | [ 72 ] |
| Maleficent                                 | 2014 | Maleficent                       |                                                                              | [ 73 ] |
| Unbroken                                   | 2014 | —                                | Nhà sản xuất                                                                 | [ 74 ] |
| By the Sea                                 | 2015 | Vanessa                          | Đạo diễn kiêm biên kịch và sản xuất. Ghi nhận bằng tên Angelina Jolie Voight | [ 75 ] |
| Kung Fu Panda 3                            | 2016 | Master Tigress (lồng tiếng)      |                                                                              | [ 76 ] |
| First They Killed My Father                | 2016 | —                                | Biên kịch và sản xuất                                                        | [ 77 ] |
| The Breadwinner                            | 2017 | —                                | Giám đốc sản xuất                                                            | [ 78 ] |
| Serendipity ‡                              | 2019 | —                                | Giám đốc sản xuất                                                            |        |
| Maleficent: Mistress of Evil               | 2019 | Maleficent                       | Đồng sản xuất                                                                | [ 79 ] |
| The One and Only Ivan                      | 2020 | Stella (voice)                   | Hậu kỳ; đồng sản xuất                                                        | [ 80 ] |
| The Eternals                               | 2021 | Thena                            |                                                                              | [ 81 ] |
| Those Who Wish Me Dead                     | 2021 | Hannah Faber                     | Hậu kỳ                                                                       | [ 82 ] |
| Come Away                                  | TBA  | Rose                             | Hậu kỳ; đồng sản xuất                                                        | [ 83 ] |

## Truyền hình
| Tên phim              | Năm  | Vai diễn                    | Kênh trình chiếu | Ghi chú                   | C.t.   |
| --------------------- | ---- | --------------------------- | ---------------- | ------------------------- | ------ |
| True Women            | 1997 | Georgia Lawshe Woods        | CBS              | Phim truyền hình          | [ 84 ] |
| George Wallace        | 1997 | Cornelia Wallace            | TNT              | Phim truyền hình          | [ 85 ] |
| Gia                   | 1998 | Gia                         | HBO              | Phim truyền hình          | [ 86 ] |
| Kung Fu Panda Holiday | 2010 | Master Tigress (lồng tiếng) | NBC              | Phim truyền hình đặc biệt | [ 87 ] |

## Xuất hiện trong video ca nhạc
| Tên bài hát                          | Năm  | Nghệ sĩ thể hiện   | Album                              | C.t.   |
| ------------------------------------ | ---- | ------------------ | ---------------------------------- | ------ |
| "Alta Marea (Don't Dream It's Over)" | 1991 | Antonello Venditti | Benvenuti in Paradiso              | [ 88 ] |
| "Stand by My Woman"                  | 1991 | Lenny Kravitz      | Mama Said                          | [ 89 ] |
| "Wonderin"                           | 1992 | Widespread Panic   | Everyday                           | [ 89 ] |
| "Everyday"                           | 1993 | The Lemonheads     | Come on Feel the Lemonheads        | [ 89 ] |
| "Rock and Roll Dreams Come Through"  | 1993 | Meat Loaf          | Bat Out of Hell II: Back into Hell | [ 89 ] |
| "Anybody Seen My Baby?"              | 1997 | The Rolling Stones | Bridges to Babylon                 | [ 89 ] |
| "Did My Time"                        | 2003 | Korn               | Take a Look in the Mirror          | [ 90 ] |